# Samuel Úria
Samuel Úria (Tondela, 18 de Setembro de 1979) é um músico português, membro do movimento FlorCaveira (que teve a sua origem em 1999) fundado por Tiago Guillul.

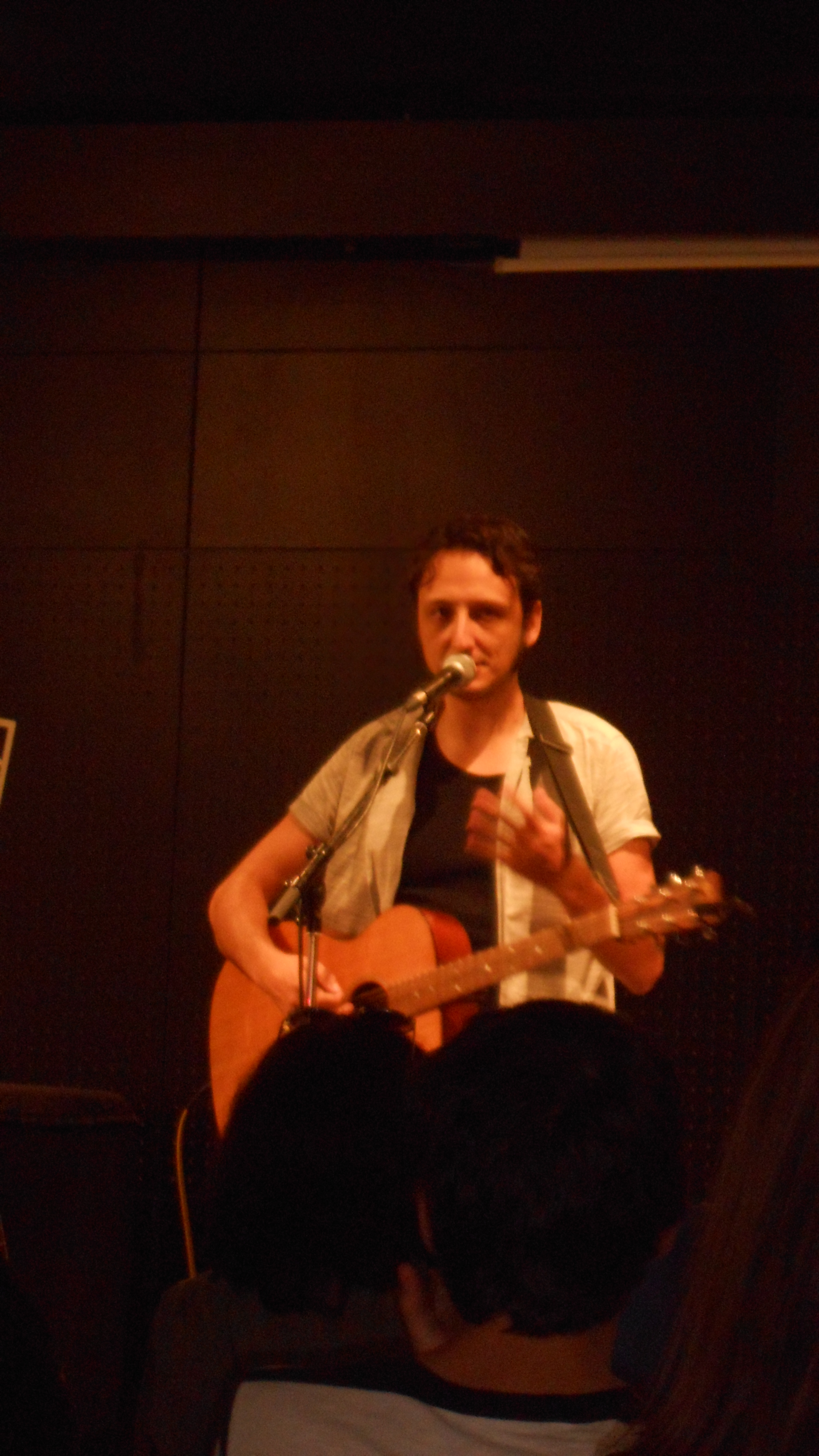
Samuel Úria na FNAC Santa Catarina, no Porto, a 29 de outubro de 2016

Líder dos Samuel Úria & As Velhas Glórias, embora se tenha celebrizado nos últimos anos pelos seus trabalhos a solo. Participa ainda no supergrupo da FlorCaveira "Os Ninivitas" e supõe-se ter integrado, com um alter-ego, o projecto Maria Clementina. Desde 2013, é também um dos rostos e vozes do colectivo XNC, com Tiago Guillul, Alex D'Alva Teixeira, Martim Torres e outros. 
O EP Em Bruto e o álbum Nem Lhe Tocava captaram a atenção da imprensa portuguesa, com a crítica a ser consensual na consideração de Samuel Úria como um dos mais importantes escritores de canções da actualidade.
No dia 10 de Junho de 2009, Úria escreveu e gravou, num só dia, um disco inteiro em sua casa. A composição e registo das músicas foi filmada e transmitida em directo pela internet, enquanto os espectadores forneciam sugestões via email. O resultado foi o disco "A Descondecoração de Samuel Úria", lançado um ano depois.
Surge na longa-metragem O Que Há De Novo No Amor? representando-se a si próprio, dando um concerto onde toca duas canções suas Barbarella e Barba Rala e Não Arrastes o Meu Caixão.
Edita em 2013 o seu 3º LP, intitulado "Grande Medo do Pequeno Mundo", um disco imediatamente acolhido pela crítica e pelo público. Destacam-se neste disco as participações de cantores como Manel Cruz, Márcia, António Zambujo ou Gonçalo Gonçalves. 
Ganhou, em 2014, o prémio para a melhor canção do ano da SPA, como o tema "Lenço Enxuto". 
Apesar de ainda ser conotado à música alternativa e um fenómeno emergente das editoras indie portuguesas, a carreira de Samuel Uria passa pela escrita de canções e letras para nomes de primeira água da música lusa, como Ana Moura, António Zambujo, Clã ou Kátia Guerreiro. 
Lança em 2016 o álbum "Carga de Ombro", produzido por Miguel Ferreira e novamente aclamado pela crítica.  

## Discografia
- 2003 - O Caminho Ferroviário Estreito
- 2005 - Samuel Úria & As Velhas Glórias
- 2008 - Samuel Úria em Bruto
- 2009 - Nem Lhe Tocava[1]
- 2010 - A Descondecoração
- 2013 - Grande Medo do Pequeno Mundo
- 2016 - Carga de Ombro
- 2018 - Marcha Atroz
- 2020 - Canções do Pós-Guerra
- 2021 - Canções do Pós-Guerra - Solo
- 2024 - 2000 A.D

Ninivitas
- 2005 - A Sessão de Água de Madeiros

Colectâneas
- 2006 - 5 Subsídios para o Panque-Roque do Senhor
- 2007 - A FlorCaveira em Frequência Modulada
- 2008 - Novos Talentos Fnac
- 2008 - A FlorCaveira Apresenta O Advento
- 2009 – Novos Talentos FNAC 2009